# Кючек
Кючек, кьочек е названието за турски вид танц.
Често бива определян погрешно като гьобек Гьобекът е особено движение на корема, характерно за ориенталските танци (ракс шарки) (رقص شرق), което означава източен / ориенталски танц.
Турската дума кьочек köçek произхожда от персийската кучак (كوچك), която означава малък, дребен, млад, която от своя страна е персийското произношение на турската дума кючюк küçük.

## История
Води началото си от Турция, където се практикува от дълбока древност.
Процъфтява през XVII – XIX век когато цели трупи от независими танцьори го популяризират.
Танцьорите започвали обучението си на около 7 – 8 годишна възраст, обикновено практикували професията докато са млади или докато им порасне брада.
Най-често били набирани от средите на циганските общности. Танците били съпровождани от певци и оркестър, който бил съставен от 4 – 5 струнните лъкови инструменти от групата на гъдулката.
По-късно повод за танци също стават сватбени церемонии, фестивали а и за забавление на аристокрацията.
Известни са имената на популярни кючекчии от XVIII век в Истанбул. Между тях са Бенли Али от Димотика (днешна Гърция), Бююк Афет (роден под името Йоргаки) от Хърватски произход, Кючюк Афет (роден под името Каспар) от Арменски произход, и Пандели от остров Хиос (Гърция).
Имало е най-малкото 50 кючекчии със статут „звезди“ като ромът Исмаил който трябвало да бъде ангажиран предварително с месеци и на много висока цена.